# Trischberg
Trischberg ist ein Ortsteil der Gemeinde Dietramszell im oberbayerischen Landkreis Bad Tölz-Wolfratshausen.

## Geografie
Die Einöde liegt eineinhalb Kilometer südsüdwestlich von Dietramszell. Sie gehörte bereits vor der Gebietsreform in Bayern zur Gemeinde Dietramszell.  

## Einwohner
1871 wohnten im Ort zehn Personen, 1950 waren es 21 Personen, bei der Volkszählung 1987 wurden in der Einöde keine Einwohner registriert.

## Baudenkmäler
Eingetragene Baudenkmäler bestehen in dem Ort nicht.